# 井上未都
井上 未都（いのうえ みと、2002年5月5日 - ）は、福岡県出身の競艇選手。登録番号5277。身長156cm、体重46kg。血液型O型。131期。福岡支部所属。同期に野田昇吾、石本裕武、石渡翔一郎らがいる。

## 来歴
- 2022年11月22日からボートレース福岡で開催された一般戦「スポーツ報知杯争奪戦」でデビュー。初出走は6着[1]。
- 2023年8月21日、ボートレース戸田で開催された一般戦「創刊30周年マクール杯」3日目に6号艇・6コースからデビュー125走目で水神祭を上げる。決まり手はまくり差し。3連単は96番人気の21万3680円[2]。

## 人物・エピソード
- 2016年にボートレース若松で大山千広が初勝利を挙げたレースを観戦。出身地が同じということもあり興味を持ち、ボートレーサーを目指した[3]。
- 同期の井上遥妃と仲が良い。
- 養成所時代の勝率は5.35[4]。
- 趣味は音楽鑑賞。
- 好きな食べ物はからあげ、フルーツ。